# جيم هير
جيم هير (بالإنجليزية: Jim Herr)‏ هو شخصية أعمال أمريكي، ولد في 6 أغسطس 1924 في لانكستر في الولايات المتحدة، وتوفي في 5 أبريل 2012.